# Fox Sports College Hoops '99
Fox Sports College Hoops '99 est un jeu vidéo de basket-ball sorti en 1998 sur Nintendo 64 uniquement en Amérique du Nord. Le jeu a été développé par Z-Axis et édité par Fox Interactive.